# فیلم مافیایی
فیلم مافیایی (انگلیسی: Mafia film) نسخه‌ای از فیلم‌های گانگستری و زیرشاخه‌ای از فیلم‌های جنایی هستند که با جنایات سازمان‌یافته توسط سازمان‌های مافیایی سروکار دارند. در فیلم‌های اولیه تبهکاری، هم‌پوشانی قابل‌توجهی با فیلم نوآر وجود دارد. انواع محبوب این ژانر عبارتند از پلیتزیوتسکی (ایتالیایی: [polittsjotˈteski]; poliziottesco) ایتالیایی، فیلم‌های خونریزی قهرمانانه چینی، فیلم‌های یاکوزا ژاپنی، و فیلم‌های دنیای زیرزمینی بمبئی از هند.
فیلم آمریکایی دست سیاه (۱۹۰۶) اولین فیلم گانگستری باقی‌مانده‌است. در سال ۱۹۱۲، دی. دبلیو. گریفیث تفنگداران کوچه خوک را کارگردانی کرد؛ یک فیلم درام کوتاه دربارهٔ جنایات خیابان‌های نیویورک که شایعه شده بود گانگسترهای واقعی را به‌عنوان عوامل به‌کار گرفته‌است. منتقدان همچنین از باززایش (۱۹۱۵) به‌عنوان یک فیلم جنایی یاد کرده‌اند.
اگرچه فیلم‌های تبهکاری ریشه در چنین فیلم‌های صامتی داشتند، اما در اصل این ژانر در اوایل دهه ۱۹۳۰ شناخته شد. ایالات متحده نوآوری‌های خود را مدیون بی‌ثباتی اجتماعی و اقتصادی ناشی از رکود بزرگ است که خرده‌فرهنگ جرایم سازمان‌یافته در آن زمان رشد کرد. شکست سبک زندگی سخت‌کوشانه و صادقانه و سرمایه‌گذاری برای تضمین امنیت مالی منجر به شرایطی شد که در هیاهوی فیلم‌های تبهکاری در هالیوود و محبوبیت بسیار زیاد آن‌ها در جامعه‌ای سرخورده از سبک زندگی آمریکایی منعکس شد.